# الانتخابات الإسبانية العامة 1881
جرت الانتخابات الاسبانية العامة لسنة 1881 يوم الأحد 21 أغسطس ويوم الجمعة 2 سبتمبر 1881 لانتخاب ثاني برلمان عودة البوربون لمملكة اسبانيا. وجرت الانتخابات لجميع مقاعد مجلس النواب ال 392، بالإضافة إلى 180 مقعد من مقاعد مجلس الشيوخ ال 360.
وعلى الرغم من المنافسة الرسمية، فقد أجريت الانتخابات العامة 1881 في إطار نظام تداول السلطة المطور مؤخرا؛ وفقا لترتيب تقاسم السلطة شبه الرسمي أسسه أنطونيو كانوباس ديل كاستيو وجرت الانتخابات -تحت نفوذ زعماء محليون- بمثابة ختم مطاطي لتسليم روتيني للسلطة بدأها الملك. واعتمدت انتخابات 1881 عملية تسليم مسبقة من المحافظين إلى التكتل الليبرالي حديث النشأة. واستمر نظام تداول السلطة حتى نهاية النظام الملكي الدستوري، وظل نظام تداول السلطة مسيطرا على المشهد السياسي الإسباني تقريبا طوال تلك الفترة.

## نظرة عامة
شكلت الهيئة التشريعية الإسبانية للكورتيس في وقت انتخابات 1879 من مجلسين:
- مجلس عموم وهو مجلس النواب.
- مجلس الأعيان وهو مجلس الشيوخ.

وكان هذا البرلمان من مجلسين نظام متكامل تقريبا، حيث أنشئ المجلسان بوصفهما «هيئات تشريعية مشتركة». ولكليهما وظائف تشريعية ومهام تتعلق بالرقابة والميزانية ويتقاسمان سلطات متساوية باستثناء قوانين التبرعات والدين العام، حيث يكون للكونغرس الأولوية.
حافظ دستور 1876 على ابقاء إسبانيا ملكية دستورية ومنح الملك سلطة تسمية أعضاء مجلس الشيوخ وإلغاء القوانين، بالإضافة إلى لقب القائد العام للجيش. كما أن للملك دورا رئيسيا في «نظام تداول السلطة» (بالإسبانية: turno pacífico)‏ من خلال تعيين وإسقاط الحكومات والسماح للمعارضة بالاستيلاء على السلطة. وفي ظل هذا النظام تمكن الحزبان المحافظون والليبراليون من تداول السلطة عن طريق تزوير الانتخابات التي حققوها من مرشحيها الذين يحظون بتأييد الحكومة (بالإسبانية: encasillado)‏ باستخدام الروابط بين وزارة الداخلية والحكام المدنيين في المقاطعات مع الزعماء المحليين لضمان النصر واستبعاد الأحزاب الصغيرة من تقاسم السلطة معهم.

## النظام الانتخابي
بالنسبة لمجلس النواب فقد خصص 88 مقعدا ل 29 دائرة انتخابية متعددة الأعضاء، ومنح حق التصويت الكتلوي الجزئي للمقاعد 304 المتبقية بنظام الجولة الأولى من جولتين في الدوائر ذات العضو الواحد. وبدلا من التصويت للأحزاب سيصوت الناخبون للمرشحين الأفراد. وفي المقاطعات التي تنتخب ثلاثة مقاعد يتمكن الناخب من التصويت لمرشحين اثنين على الأكثر؛ والمقاطعات ذات أربعة أو خمسة مقاعد سيصوت الناخب حتى ثلاثة مرشحين؛ والمقاطعات ذات ستة مقاعد سيصوت حتى أربعة مقاعد؛ والمقاطعات ذات سبعة مقاعد سيصوت حتى خمسة مقاعد؛ وللثمانية مقاعد سيصوت حتى ستة مرشحين. واعتبر المرشحون الذين حصلوا على أكثر من 50% من الأصوات فائزون من الجولة الأولى؛ وإذا لم يستوف أي مرشح تلك النسبة تعقد جولة ثانية يكون المرشح الفائز الذي ينال أكثرية الأصوات. ويتحدد العدد الإجمالي للمقاعد حسب عدد السكان، أي مقعد واحد لكل 50,000 نسمة. بالإضافة إلى ذلك يمكن انتخاب إلى عشرة نواب من خلال التصويت التراكمي في عدة مقاطعات إذا حصلوا على أكثر من 10,000 صوت. وكان التصويت على أساس حق الاقتراع النزيه حيث يحق التصويت للذكور فوق 25 عاما ومن دافعي الضرائب بحد أدنى خمسة وعشرين بيزيتا للمساهمة إقليمية أو خمسين للمساهمة الصناعية بالإضافة إلى التحاقه بما يسمى القدرات السكانية -إما حسب معايير التعليم أو مهنية-. وفي الوقت نفسه، فإن للذكور العلمانيين الذين تزيد أعمارهم عن 25 سنة ويتمتعون بكامل الحقوق المدنية فهم مؤهلون للكونغرس.
لم يكن مجلس الشيوخ هيئة منتخبة انتخاب مباشر، فأعضاءه البالغ عددهم 360 عضوا ينقسمون إلى ثلاث فئات:
- أعضاء بالمجلس حسب حقوقهم الذاتية. وشملت سلالة الملك بالإضافة إلى وريث واضح أو ولي العهد والنبلاء الإسبان من الدرجة الأولى وجنرالات الجيش برتبة كابتن جنرال أدميرالات البحرية وبطريرك الإنديز والمطارنة وآخرين غيرهم.
- أعضاء عينهم الملك مدى الحياة.
- أعضاء مجلس الشيوخ منتخبين، يعينهم المساهمين الرئيسيين والمستشارين ونواب المقاطعات والجامعات ومجالس المدن والأكاديمية الملكية للتاريخ والأكاديمية الملكية للطب وغيرهما من الأكاديميات. بالإضافة إلى الوزراء وجمعيات أصدقاء البلد والمجتمعات الاقتصادية الأخرى.

نص دستور 1876 على انتخاب 180 عضوا من أعضاء مجلس الشيوخ والباقي يكون من الفئتين الأخريين. ويشترط أن يكون أعضاء مجلس الشيوخ المنتخبين قد خدموا عشر سنوات، وتفاوت مدة عضويتهم بحيث نصف هذه المقاعد مخصصة للتعيين كل خمس سنوات. ويحق للملك حل كامل القسم المنتخب لمجلس الشيوخ فاتحا باب التعيين لجميع الأعضاء.

## النتائج

### مجلس النواب
|                    |                                |             |             |             |         |         |
| الأحزاب والتحالفات | الأحزاب والتحالفات             | الصوت العام | الصوت العام | الصوت العام | المقاعد | المقاعد |
| الأحزاب والتحالفات | الأحزاب والتحالفات             | الأصوات     | %           | ±الفرق      | الفائز  | +/−     |
|                    | تكتل الحزب الليبرالي (PLF)     |             |             |             | 290     | +226    |
|                    | حزب المحافظين الليبرالي (PLC)1 |             |             |             | 62      | –242    |

|  | التقدميين والديمقراطيين (PPD)– (PD)2    | التقدميين والديمقراطيين (PPD)– (PD)2 |  |      |    | 32  | +18 |
|  |                                         | الحزب التقدمي الديموقراطي (PPD)      |  |      |    | 12  | +4  |
|  | الحزب الديموقراطي (PD)                  |                                      |  |      | 10 | +4  |     |
|  | المستقلون والملكيون والتقدميون (prog.i) |                                      |  | جديد | 10 | +10 |     |

|  | الطائفة التقليدية (T)3  |  |  |      | 2 | ±0 |
|  | الاتحاد الكاثوليكي (UC) |  |  | جديد | 2 | +2 |
|  | الاتحاد الباسكي (UV)    |  |  |      | 1 | +0 |
|  | المستقلون               |  |  |      | 3 | –1 |
|  | غير محددي الاتجاه       |  |  |      | 0 | –3 |

| |         |  |        |  |     |    |
| المجموع | المجموع |  | 100.00 |  | 392 | +0 |
| |         |  |        |  |     |    |
| الأصوات المجموعة / الحضور |         |  |        |  |     |    |
| الممتنعون |         |  |        |  |     |    |
| الناخبون المسجلون |         |  |        |  |     |    |
| |         |  |        |  |     |    |
| مصدر: historiaelectoral.com |         |  |        |  |     |    |

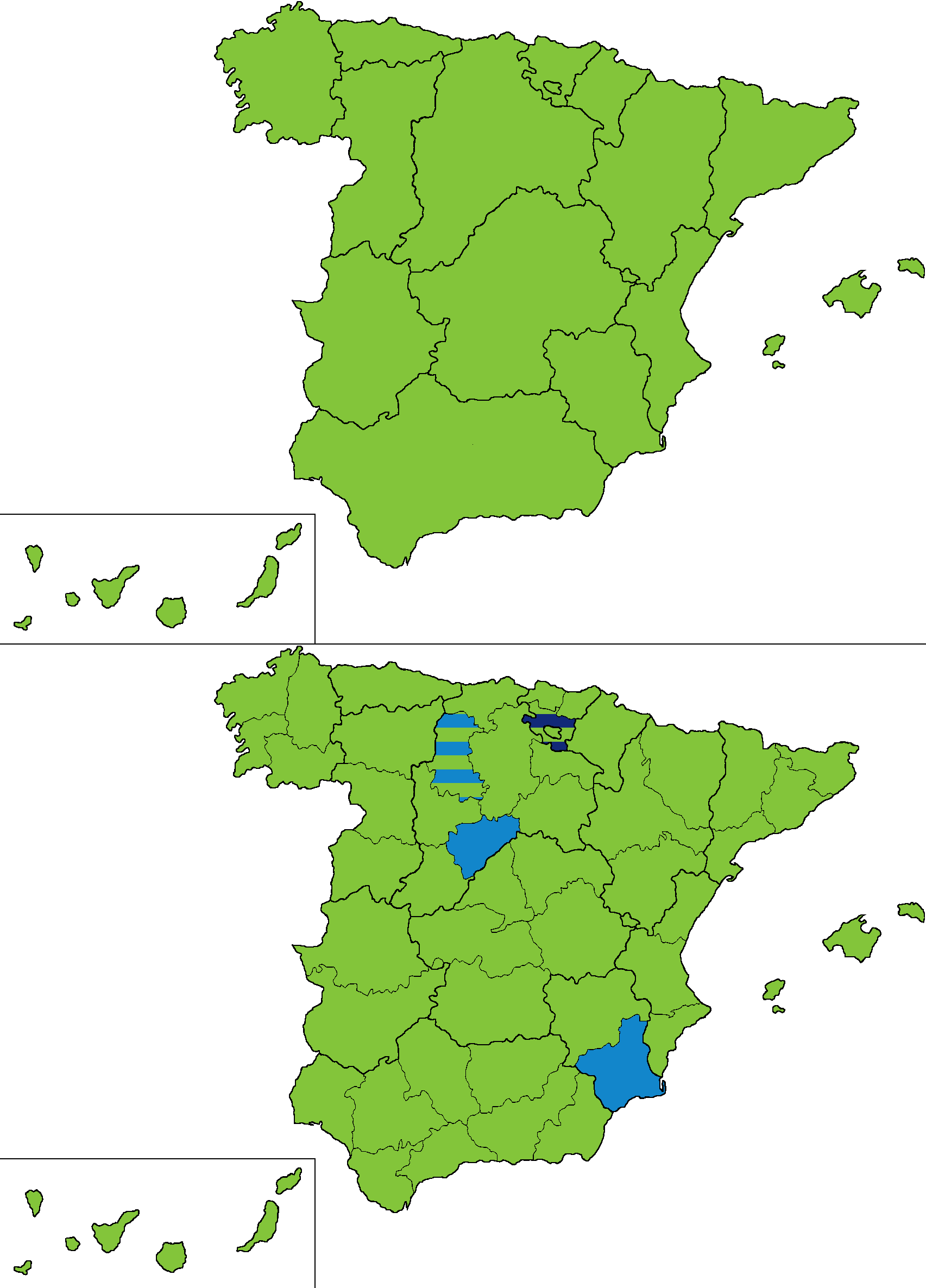
معظم الأصوات الحزبية حسب الأقاليم والمقاطعات.

| Notes: 1 حزب المحافظين (إسبانيا) results are compared to the combined totals of the Liberal Conservative Party and the حزب الوسط (إسبانيا) in the 1879 election. 2 Aggregated data for Democratic Progressive Party ، Democratic Party [لغات أخرى] ‏ and مستقل (سياسة) ملكيانية تقدمية ، which ran in alliance for this election. 3 Traditionalists results are compared to Independent Ultra-Moderates totals in the 1879 election. |         |  |        |  |     |    |
| Notes: |         |  |        |  |     |    |
| 1 حزب المحافظين (إسبانيا) results are compared to the combined totals of the Liberal Conservative Party and the حزب الوسط (إسبانيا) in the 1879 election. 2 Aggregated data for Democratic Progressive Party، Democratic Party ‏ and مستقل (سياسة) ملكيانية تقدمية، which ran in alliance for this election. 3 Traditionalists results are compared to Independent Ultra-Moderates totals in the 1879 election.                      |         |  |        |  |     |    |

| \| Seats \| Seats \| Seats \| Seats \| Seats \| \| --------- \| --------- \| ----- \| ------ \| ------ \| \| \| \| \| \| \| \| PLF \| PLF \| \| 73.98% \| 73.98% \| \| PLC \| PLC \| \| 15.82% \| 15.82% \| \| PPD–PD \| PPD–PD \| \| 8.16% \| 8.16% \| \| T \| T \| \| 0.51% \| 0.51% \| \| UC \| UC \| \| 0.51% \| 0.51% \| \| UV \| UV \| \| 0.26% \| 0.26% \| \| المستقلون \| المستقلون \| \| 0.77% \| 0.77% \| |           |  |        |        |
| Seats |           |  |        |        |
| |           |  |        |        |
| PLF | PLF       |  | 73.98% | 73.98% |
| PLC | PLC       |  | 15.82% | 15.82% |
| PPD–PD | PPD–PD    |  | 8.16%  | 8.16%  |
| T | T         |  | 0.51%  | 0.51%  |
| UC | UC        |  | 0.51%  | 0.51%  |
| UV | UV        |  | 0.26%  | 0.26%  |
| المستقلون | المستقلون |  | 0.77%  | 0.77%  |